# Leptosastra
Leptosastra is een geslacht van sponsdieren uit de klasse van de Demospongiae (gewone sponzen).

## Soort
- Leptosastra constellata Topsent, 1904